# قصر الشعب (الجزائر)
قصر الشعب، المعروف سابقًا باسم القصر الصيفي للحاكم (بالفرنسية: Le palais d'été du gouverneur)‏، كان مقرًا لإقامة الحاكم العام للجزائر الاستعمارية، وهو في الأصل قصر عثماني. يقع في وسط حديقة، على ارتفاع 110 أمتار، في أعالي بلدية سيدي امحمد بالجزائر العاصمة.

## نبذة تاريخية

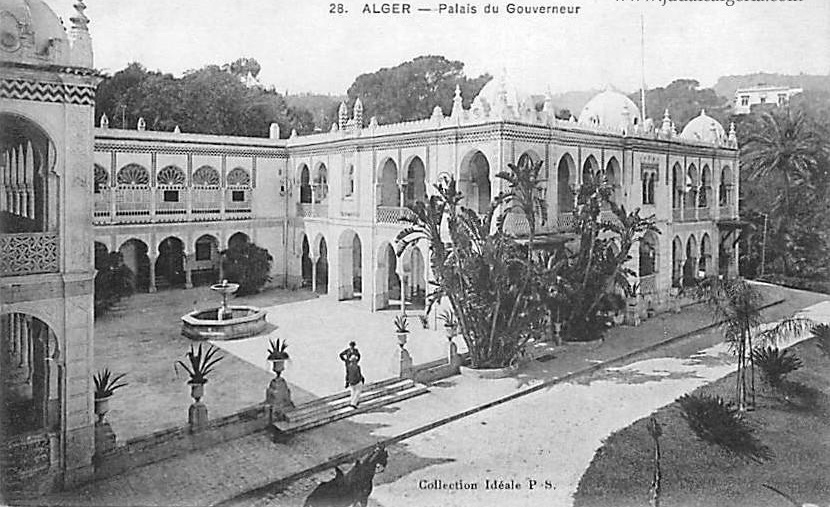
قصر الشعب خلال الاحتلال الفرنسي (كانت تسمى أنذاك "قصر الحاكم" Palais du gouvernement

بني هذا القصر عام 1784 على الأساس قصر صيفي للداي مصطفى خوجة الخيل. في الأصل كانت عبارة عن فيلا مبنية بشكل بسيط مع حدائق.
في عام 1830، احتلت قوات الاحتلال الفرنسي القصر، وكان بمثابة ثكنة، وحوالي عام 1865 أصبح مقرًا للحكومة. تم تنفيذ أعمال التكبير من عام 1846.
عند الاستقلال، نصب الرئيس الراحل أحمد بن بلة حكومته هناك. عندما أطاح به انقلاب هواري بومدين عام 1965 (طالع أيضًا: انقلاب الجزائر عام 1965)، انتقل الأخير إلى قصر المرادية.